# Carlos Humberto Caszely
Carlos Caszely (Santiago de Xile, 5 de juliol de 1950) fou un gran davanter de la dècada dels 70, i va rebre els sobrenoms de el gerent, el Chino i El rei del metre quadrat.

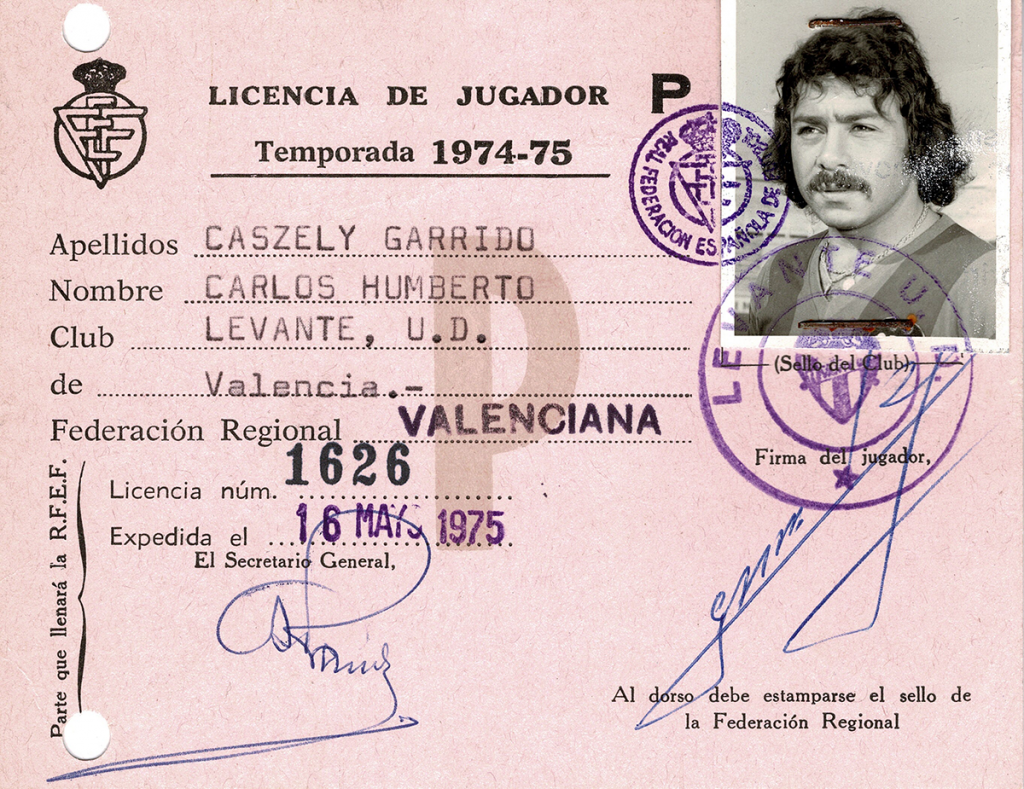
Fitxa federativa de Caszely amb el Llevant UE.

Va debutar amb el Colo Colo el 13 de gener de 1967 i ben ràpidament demostrà ser un gran golejador, arribant a ser màxim golejador de la Copa Libertadores el 1973 i guanyant dos títols xilens. Les seves bones actuacions al seu país el portaren a creuar l'oceà Atlàntic i a fitxar pel Llevant UE valencià. Dos anys més tard fitxà pel RCD Espanyol de Barcelona amb qui romangué fins a l'any 1978. A contiuació retornà al seu club d'origen on aconseguí 3 campionats i fou màxim golejador tres cops. En total marcà 151 gols en els diversos tornejos xilens. El 12 d'octubre de 1985 es retirà del futbol, tot i que l'any següent fou repescat pel Barcelona de Guayaquil per a participar en la Copa Libertadores.
Amb la selecció xilena va debutar el 28 de maig de 1969 enfront Argentina (1-1). En total va disputar l'elevada xifra de 73 partits amb la seva selecció on marcà 29 gols i amb la qual va disputar dos mundials (Alemanya'1974 i Espanya'1982) i aconseguí el subcampionat de la Copa Amèrica 1979. De la seva trajectòria internacional el fet més recordat és que al Mundial de 1974, al partit inaugural contra Alemanya occidental, fou expulsat, essent el primer jugador a la història del futbol en veure una targeta vermella (normativa que es posà en marxa en aquell campionat). Com a fet anecdòtic cal destacar que, Carlos Caszely va disputar un partit amb la selecció nacional catalana de futbol l'any 1976 amb motiu del partit Catalunya-Rússia (1-1) commemoratiu del 75è aniversari de la Federació Catalana de Futbol.
La seva fama al seu país d'origen el portà a debutar al cinema i a gravar un disc musical. En abandonar el futbol es convertí en comentarista esportiu al Canal 13 xilè.

## Trajectòria esportiva
- Colo Colo: 1966-1973
- Llevant UE: 1973-1975
- RCD Espanyol: 1975-1978
- Colo Colo: 1979-1985
- Barcelona Sporting Club: 1986

## Palmarès
- 5 Campionats de Xile: (1970, 1972, 1979, 1981 i 1983, amb Colo-Colo)
- Màxim golejador de la lliga xilena: (1979, 1980 i 1981)
- Màxim golejador de la Copa Libertadores: (1973)